# Luca Giustolisi
Luca Giustolisi, född 13 mars 1970 i Trieste, Friuli-Venezia Giulia, död 14 september 2023 i Trieste, var en italiensk vattenpolospelare. Han ingick i Italiens landslag vid olympiska sommarspelen 1996.
Giustolisi spelade åtta matcher och gjorde sex mål i OS-turneringen 1996 i Atlanta där Italien tog brons.
Giustolisi ingick i det italienska laget som tog EM-guld 1995 i Wien.